# 片寄涼太
片寄涼太（1994年8月29日—）是日本的歌手、舞者、演員。GENERATIONS from EXILE TRIBE的主唱兼表演者。
大阪府八尾市出身。隸屬於藝能事務所LDH。
2023年1月1日，片寄涼太宣布與女演員土屋太鳳結婚並宣佈了女方已懷孕，倆人是在2016年拍攝《哥哥太愛我了怎麼辦》結識，2017年開始交往，低調交往5年。

## 略歴
曽參加於2010年2月起舉行的「EXILE Presents VOCAL BATTLE AUDITION 2~ 給懷抱夢想的年輕人們 ~」，最後於決賽落選。之後為了接受正式的訓練而前往東京。
2011年7月19日、成為GENERATIONS的候選成員。
2012年4月17日、成為GENERATIONS的正式成員。於同年11月21日以單曲「BRAVE IT OUT」正式出道。
2014年7月、於『GTO』首次以演員身份參與演出。

## 人物
- 選拔會的第1次審査是唱EXILE的「Angel」，第3次審査是唱EXILE的「You're my sunshine」，而集訓課題歌曲是唱尾崎豊的「Forget-me-not」。最後審查是唱EXILE的「永遠」及SMAP的「夜空的彼方」。在選拔會期間的週刊EXILE内被稱為「難波的Baby Face」。
- 興趣是足球[3]、擅長鋼琴[3]。足球資歷達十年以上，在中學時代曾被選入近畿地區的國家訓練中心(ナショナルトレセン)[4]。
- 2019年所屬團體GENERATIONS完成日本五大巨蛋巡迴演出
- 2020年被選為品牌GIVENCHY亞洲及日本首位代言人
- 2023年1月1日，宣布與演員土屋太鳳結婚，並且女方已有身孕[5]。

## 作品

### 作詞
- GENERATIONS from EXILE TRIBE「STORY」（2015年）
- GENERATIONS from EXILE TRIBE「Pray」（2017年）

## 出演

### 電視劇
- GTO（2014年7月8日 - 9月16日、關西電視台）  飾演 桐谷優
- 兄に愛されすぎて困ってます（2017年4月13日 - 5月11日、日本電視台）  飾演 橘はるか （遥）
- PRINCE OF LEGEND（2018年10月4日 - 12月6日、日本電視台）  飾演 朱雀奏（名人王子）
- Nippon Noir～刑警Y的反叛～（日语：ニッポンノワール-刑事Yの反乱-） 第6話（2019年11月17日、日本電視台） 飾演 甲斐隼人
- 3年A班-從現在起，大家都是人質-（2019年1月6日 - 3月10日、日本電視台）  飾演 甲斐隼人
- 請別在病房裡誦經（日语：病室で念仏を唱えないでください）（2020年1月17日 - 3月20日、TBS） 飾演 田中玲一
- X光室的奇蹟-第二季 第6話（2021年11月8日、富士電視台） 飾演 武藤健
- 木之吸管（日语：木のストロー）（2022年2月26日、富士電視台）飾演 青山悠人
- 命運警察（日语：運命警察）（2022年7月13日 - 8月31日、東京電視台） 主演 福山七瀨
- 忍者結婚很難 第5話（2023年2月2日、富士電視台） 飾演 山田
- A2Z（日语：A2Z）（2023年2月3日、Amazon Prime Video） 飾演 坂上成生
- 聽我的電波吧（2023年4月21日 - 6月9日、朝日電視台） 飾演 中原忠也
- 真實的恐怖故事 夏之特別篇2023「忐忑不安的歸家路」（2023年8月19日、富士電視台） 主演 早川翼
- 我推成為上司（日语：推しが上司になりまして）（2023年10月5日 - 、東京電視台） 飾演 桐生斗真 / 高城修一
- Hyena 第4話（2023年11月10日、東京電視台） 飾演 佐々石亮

### 電影
- 哥哥太愛我了怎麼辦（2017年6月30日） 飾演 橘はるか （遙）[6]
- 貴族降臨 -PRINCE OF LEGEND- （2019年3月21日） 飾演 朱雀奏（名人王子）
- 午夜0時的吻（2019年12月6日） 主演 綾瀨楓
- 糸（2020年8月21日）飾演 佐佐木
- ミンナノウタ（2023年8月11日）本人役 片寄涼太

### 劇場動畫
- 乘浪之約（2019年6月） 主演 雛罌粟港（與川榮李奈雙主演）[7]

### CM
- Moist Diane「エクストラシャイン」（2015年）
- Samantha Thavasa Japan Limited「Samantha Vega」（2015年）[8]

### 演唱會
- VOCAL BATTLE AUDITION Presents "VOCAL BATTLE STAGE 2014"（2014年4月24日・25日、日本武道館）[9]
- GENERATIONS EX hall tour/world tour2015
- SPEEDSTER arena tour/world tour 2016
- MAD CYCLONE arena tour/China tour 2017
- UNITED JOURNY dome tour(4) 2018
- SHOREN CHRONICLE dome tour(5) 2019
- WODER SQUARE area tour 2022
- GENERATIONS 10th ANNIVERSARY :
- THE BEST area tour .  THE STORY hall tour . THE LOVE orchestra live 限定3場

### 網路劇
- Tokyo Coin Laundry （2019年1月） 飾演 藏島優斗
- 3年A班－從此刻起，是僅屬於各位的畢業典禮－（2019年3月10日・17日）飾演 甲斐隼人
- 請別在病房裡誦經 〜悟世代實習醫生・田中玲一〜（2020年1月11日 - 3月20日）主演 田中玲一
- A2Z（2023年2月3日）飾演 坂上成生

## 獎項

### 大型頒獎典禮獎項
| 年份 | 獎項                 | 類別                   | 獲提名   | 結果 |
| ---- | -------------------- | ---------------------- | -------- | ---- |
| 2018 | 《微博群英會》頒獎禮 | 微博日本年度人氣歌手獎 | 片寄涼太 | 獲獎 |

## 備註
1. ↑  . Yahoo!ニュース. 2023-08-29  [2023-11-18]. （原始内容存档于2023-11-17）.
2. ↑  . NOWnews今日新聞. 2023-01-01  [2023-01-01]. （原始内容存档于2023-01-13）.
3. 1 2  . LDH.   [2013-09-29]. （原始内容存档于2013-09-26）.
4. ↑  [於2015年5月7日播映的EXILEカジノ]
5. ↑  . ORICON NEWS. 2023-01-01  [2023-01-01]. （原始内容存档于2023-03-06） （日语）.
6. ↑  . 電影Natalie (Natasha). 2016-09-19  [2016-09-19]. （原始内容存档于2019-06-28） （日语）.
7. ↑  . Comic Natalie. Natasha. 2019-01-15  [2019-01-15]. （原始内容存档于2019-06-21） （日语）.
8. ↑  . ORICON STYLE. 2015-09-24  [2015-09-25]. （原始内容存档于2019-12-20）.
9. ↑  . EXILE TRIBE PERFECT YEAR 2014オフィシャルサイト. LDH. 2014-02-10  [2014-03-07]. （原始内容存档于2015-02-11）.

## 外部連結
- 片寄涼太的Instagram （页面存档备份，存于）
- 官網簡介
- 官方网站